# Amicale
Amicale è un album del cantante italiano Mario Fasciano e del chitarrista brasiliano Irio De Paula, pubblicato nel 1986 dall'etichetta discografica Many Records.

## Il disco
L'album nasce con l'intento di mescolare la bossa nova con i suoni della musica tradizionale napoletana.

## Tracce
1. Amicale – 2:44
2. Scurpione – 4:27
3. 'A Musica 'E Napule – 3:07
4. Canzone 'E Notte – 4:22
5. Rio Napoli – 4:40
6. Balanco – 2:43
7. Senza Core – 4:12
8. Guagliò – 4:11

## Formazione

### Artista
- Mario Fasciano - voce, batteria
- Irio De Paula - chitarra

### Ospiti
- Antonio Balsamo - sassofono
- Osvaldo Mazzei - basso
- Dario Franco - batteria
- Sergio Esposito - tastiera